# Harpconcert in Bes
Het concerto voor harp en orkest in Sib groot van Georg Friedrich Händel is een van de bekendste klassieke harpconcerten.
Oorspronkelijk is dit concerto voor een orkestbezetting van 2 viool- en dwarsfluitstemmen, altviool, cello, contrabas geschreven en solo-instrument (triple harp of hobo) geschreven.
Händel schreef dit werk voor de virtuoze harpist Robert Powell, hiermee hoopte Händel diens carrière te begunstigen.
Hij schreef het werk waarschijnlijk in 1736 voor de triple harp, om het later, als een intermezzo, toe te voegen aan zijn oratorium; ‘The Alexander Feast or the Power of Music’. In 1738 werd het werk gepubliceerd als zesde (en laatste) van een reeks orgelconcerten (men kan echter aannemen dat de harpversie ouder is).
Voor de barok was dit werk zeer uitzonderlijk, omdat harp in de barokconcerto’s, voor de enkele keren dat het dan al meespeelde, slechts een bescheiden rol vervulde, en hier alle aandacht verkrijgt. Het is het eerste grote concerto waar harp de hoofdrol in ‘speelt’.

## Delen
1. Andante Allegro
2. Larghetto
3. Allegro Moderato